# 原七星郡役所
原七星郡役所是臺北市中正區的歷史建築，在臺灣日治時期1927年落成，目前是立法院青島第二會館。

## 介紹

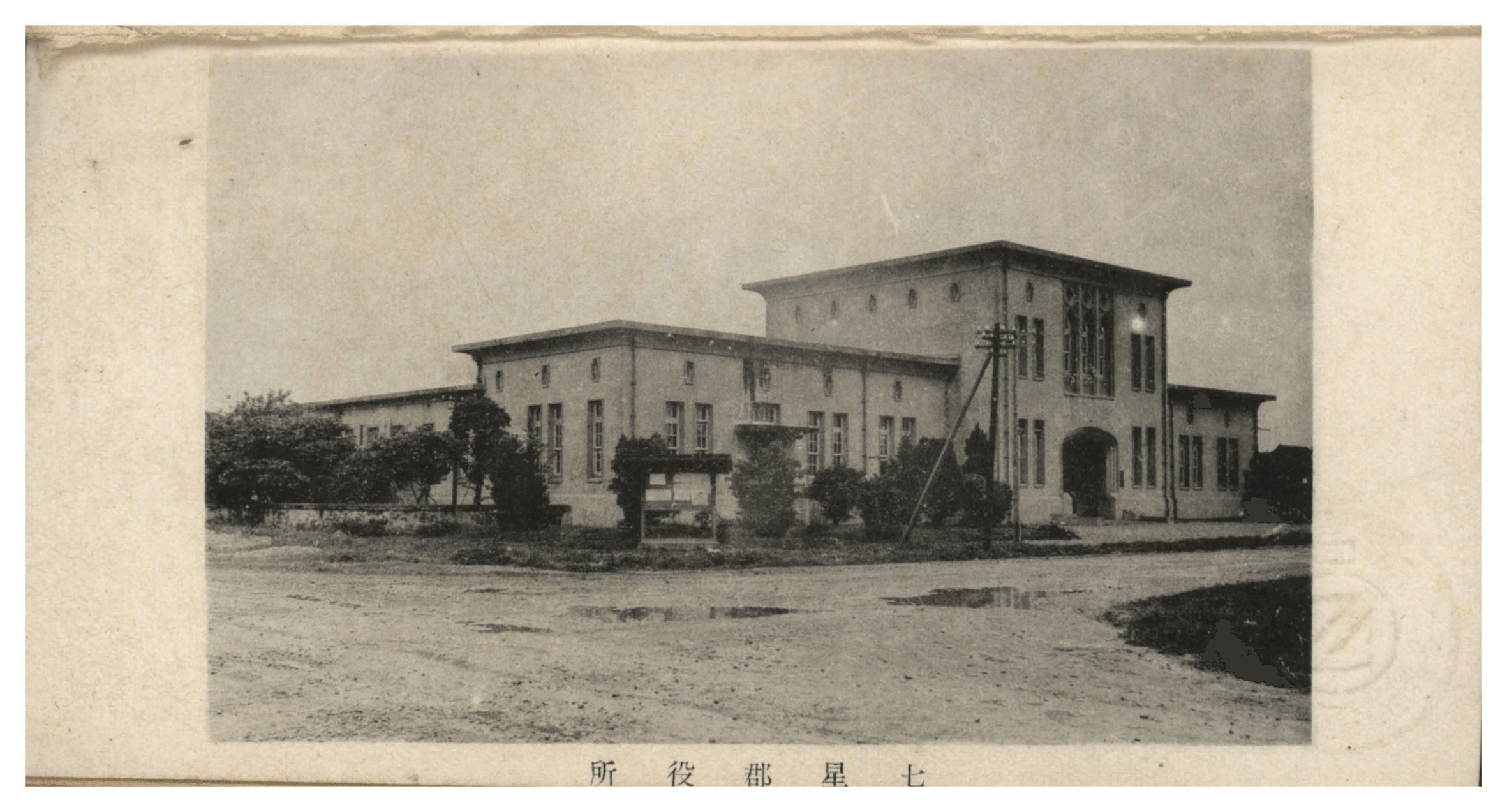
七星郡役所原貌

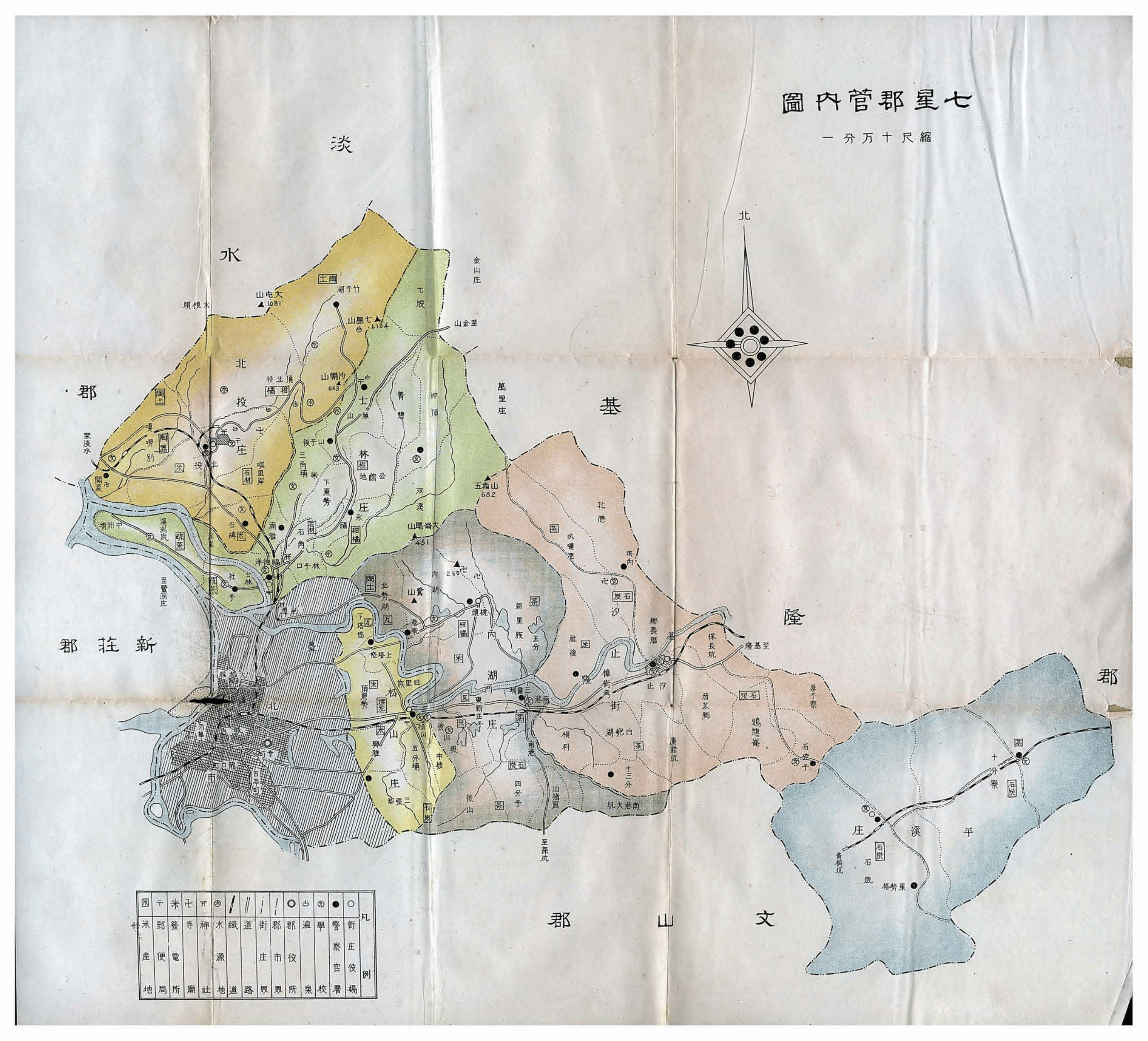
七星郡管內圖

臺灣的行政區劃在1920年10月1日改為州廳制，七星郡因此成立，隸屬於臺北州，管轄松山庄、內湖庄、士林街、北投街、汐止街、平溪庄。七星郡役所是七星郡的行政中心，但不位在七星郡內，而是位在臺北市。其最初是使用原本臺北廳舍（後來的臺北州廳舍）的民事調停室、司法室；在同年12月1日，郡役所原處改由水道事務所使用，而七星郡役所則移至臺北州廳舍的地下室。臺北州營繕課在1925年開始規劃建造獨立的七星郡役所廳舍，工程費用48,000圓，地址為臺北市幸町119番地，而後於1927年8月6日上午舉行落成式，下午在北投公園舉行落成祝賀會，而七星郡役所在8月12日正式移轉；同年10月舉辦的第一屆臺灣美術展覽會，場地位在七星郡役所樓上。1928年4月，設置了七星郡役所網球場。
七星郡役所廳舍在二戰後曾做行政院青輔會（今教育部青年發展署）辦公室，並增建二樓，但仍保有原有構造，目前是立法院青島第二會館，在2021年被登錄為臺北市歷史建築。此建築的東翼在戰後則由衛生署使用，並約在1990年拆除改建為現在的衛生福利部疾病管制署大樓。